# Campeonato Argentino de Futebol de 1915
O Campeonato Argentino de Futebol de 1915, originalmente denominado Copa Campeonato 1915, foi o vigésimo sétimo torneio da Primeira Divisão do futebol argentino, e o que marcou a incorporação da Federación Argentina de Football a Asociación Argentina de Football. A fase regular do certame começou em 4 de abril e terminou em 6 de janeiro de 1916. O Racing Club conquistou o seu terceiro título de campeão argentino.

## Participantes
| Equipe                  | Cidade       |
| ----------------------- | ------------ |
| Argentino de Quilmes    | Quilmes      |
| Atlanta                 | Buenos Aires |
| Banfield                | Banfield     |
| Belgrano Athletic       | Buenos Aires |
| Boca Juniors            | Buenos Aires |
| Comercio                | Buenos Aires |
| Defensores de Belgrano  | Buenos Aires |
| Estudiantes             | Buenos Aires |
| Estudiantes de La Plata | La Plata     |
| Estudiantil Porteño     | Buenos Aires |
| Ferro Carril Oeste      | Buenos Aires |
| Floresta                | Buenos Aires |
| Gimnasia (BA)           | Buenos Aires |
| Hispano Argentino       | Buenos Aires |
| Huracán                 | Buenos Aires |
| Independiente           | Avellaneda   |
| Kimberley               | Buenos Aires |
| Platense                | Buenos Aires |
| Porteño                 | Buenos Aires |
| Quilmes                 | Quilmes      |
| Racing Club             | Avellaneda   |
| River Plate             | Buenos Aires |
| San Isidro              | San Isidro   |
| San Lorenzo             | Buenos Aires |
| Tigre                   | Victoria     |

## Classificação final
| Pos | Equipes                 | Pts | J  | V  | E | D  | GM | GS | SG  |
| --- | ----------------------- | --- | -- | -- | - | -- | -- | -- | --- |
| 1.  | Racing Club             | 46  | 24 | 22 | 2 | 0  | 95 | 5  | +90 |
| 1.  | San Isidro              | 46  | 24 | 22 | 2 | 0  | 72 | 12 | +60 |
| 3.  | River Plate             | 38  | 24 | 16 | 6 | 2  | 58 | 17 | +41 |
| 4.  | Porteño                 | 36  | 24 | 17 | 2 | 5  | 57 | 26 | +31 |
| 5.  | Platense                | 32  | 24 | 14 | 4 | 6  | 43 | 26 | +17 |
| 6.  | Estudiantes de La Plata | 32  | 24 | 13 | 6 | 5  | 45 | 29 | +16 |
| 7.  | Huracán                 | 28  | 24 | 11 | 6 | 7  | 40 | 26 | +14 |
| 8.  | Independiente           | 27  | 24 | 11 | 5 | 8  | 40 | 22 | +18 |
| 9.  | Estudiantes (BA)        | 27  | 24 | 12 | 3 | 9  | 38 | 33 | +5  |
| 10. | Ferro Carril Oeste      | 24  | 24 | 8  | 8 | 8  | 38 | 32 | +6  |
| 11. | Argentino de Quilmes    | 24  | 24 | 11 | 2 | 11 | 32 | 43 | -11 |
| 12. | Gimnasia (BA)           | 23  | 24 | 9  | 5 | 10 | 39 | 43 | -4  |
| 12. | San Lorenzo             | 23  | 24 | 10 | 3 | 11 | 38 | 46 | -8  |
| 14. | Boca Juniors            | 22  | 24 | 8  | 6 | 10 | 32 | 38 | -6  |
| 15. | Banfield                | 21  | 24 | 9  | 3 | 12 | 33 | 44 | -11 |
| 15. | Quilmes                 | 21  | 24 | 7  | 7 | 10 | 19 | 26 | -7  |
| 17. | Hispano Argentino       | 20  | 24 | 8  | 4 | 12 | 39 | 50 | -11 |
| 18. | Tigre                   | 20  | 24 | 8  | 4 | 12 | 21 | 40 | -19 |
| 19. | Estudiantil Porteño     | 19  | 24 | 9  | 1 | 14 | 38 | 57 | -19 |
| 20. | Belgrano Athletic       | 18  | 24 | 8  | 2 | 14 | 32 | 47 | -15 |
| 21. | Atlanta                 | 15  | 24 | 7  | 1 | 16 | 18 | 53 | -35 |
| 22. | Kimberley               | 14  | 24 | 5  | 4 | 15 | 23 | 45 | -22 |
| 23. | Defensores de Belgrano  | 12  | 24 | 4  | 4 | 16 | 26 | 57 | -31 |
| 24. | Puerto Comercio         | 7   | 24 | 2  | 3 | 19 | 23 | 77 | -54 |
| 25. | Floresta                | 5   | 24 | 1  | 3 | 20 | 15 | 60 | -45 |

|  |                                     |
|  | Classificado a partida de desempate |
|  | Rebaixado                           |

## Partido de desempate
| Desempate do primeiro lugar | Desempate do primeiro lugar | Desempate do primeiro lugar | Desempate do primeiro lugar | Desempate do primeiro lugar | Desempate do primeiro lugar |
| Equipe 1                    | Resultado                   | Equipe 2                    | Estádio                     | Data                        |                             |
| --------------------------- | --------------------------- | --------------------------- | --------------------------- | --------------------------- | --------------------------- |
| Racing Club                 | 1 - 0                       | San Isidro                  | Independiente               | 6 de janeiro de 1916        |                             |

## Premiação
| Campeonato Argentino de Futebol de 1915 |
| --------------------------------------- |
| Racing Club Campeão (3° título)         |

## Bibliografía
- Estévez, Diego (2010). 38 Campeones del fútbol argentino 1891-2010. [S.l.]: Ediciones Continente. ISBN 978-950-754-301-2